# FanMail
Albums de TLC
CrazySexyCool
(1994) 3D
(2002)
Singles
1. Silly Ho
Sortie : 28 décembre 1998
2. No Scrubs
Sortie : 23 février 1999
3. Unpretty
Sortie : 10 août 1999
4. Dear Lie
Sortie : 10 décembre 1999

FanMail est le troisième album studio de TLC, sorti le 23 février 1999.
L'album, qui s'est classé 1er au Billboard 200 et au Top R&B/Hip-Hop Albums, a été certifié sextuple disque de platine par la Recording Industry Association of America (RIAA) le 21 juin 2000, avec plus de 9 millions de copies vendues aux États-Unis et 15 millions de copies vendues dans le monde entier.
FanMail a reçu sept nominations aux 42e Grammy Awards (Enregistrement de l'année, Album de l'année, Chanson de l'année pour Unpretty, Meilleure prestation vocale pop d'un duo ou groupe, Meilleure prestation vocale R&B par un duo ou un groupe, Meilleure chanson R&B pour No Scrubs, Meilleur album R&B) et en a remporté trois (Meilleure prestation vocale R&B par un duo ou un groupe, Meilleure chanson R&B et Meilleur album R&B).
Le magazine Q a intégré l'opus dans sa liste des « 50 meilleurs albums de 1999 ».

## Liste des titres
| No  | Titre                                                       | Auteur | Contient un (des) sample(s) de                                      | Durée |
| --- | ----------------------------------------------------------- | --- | ------------------------------------------------------------------- | ----- |
| 1.  | FanMail (Produit par Cyptron)                               | Dallas Austin | MTV's Past, Present, & Future Interview de Lisa « Left Eye » Lopes  | 4:00  |
| 2.  | The Vic-E Interpretation – Interlude (Produit par Cyptron)  | Austin |                                                                     | 0:18  |
| 3.  | Silly Ho (Produit par Cyptron)                              | Austin |                                                                     | 4:15  |
| 4.  | Whispering Playa – Interlude (Produit par Dallas Austin)    | Austin, Marshall Lorenzo Martin |                                                                     | 0:52  |
| 5.  | No Scrubs (Produit par Kevin « She'kspere » Briggs)         | Kevin « She'kspere » Briggs, Kandi Burruss, Tameka Cottle, Lisa Lopes |                                                                     | 3:34  |
| 6.  | I'm Good at Being Bad (Produit par Jimmy Jam & Terry Lewis) | James Harris III, Terry Lewis, Tony Tolbert, Tionne Watkins, Lisa Lopes, Martin, Giorgio Moroder, Pete Bellotte, Donna Summer, Morris Dickerson, Charles Miller, Sylvester Allen, Harold Brown, Howard Scott, Lee Oskar, Leroy Jordan | Slippin' Into Darkness de War Love to Love You Baby de Donna Summer | 5:39  |
| 7.  | If They Knew (Produit par Dallas Austin et Lumpkins)        | Austin, Ricciano Lumpkins, Lopes, Martin, Watkins |                                                                     | 4:04  |
| 8.  | I Miss You So Much (Produit par Babyface et Daryl Simmons)  | Kenneth Edmonds, Daryl Simmons |                                                                     | 4:59  |
| 9.  | Unpretty (Produit par Dallas Austin)                        | Austin, Watkins |                                                                     | 4:39  |
| 10. | My Life (Produit par Jermaine Dupri et Carl So Lowe)        | Jermaine Dupri, Tamara Savage, Lopes, Martin |                                                                     | 4:01  |
| 11. | Shout (Produit par Dallas Austin)                           | Austin, Lopes, Martin, Watkins |                                                                     | 3:59  |
| 12. | Come on Down (Produit par Debra Killings et Dallas Austin)  | Diane Warren |                                                                     | 4:18  |
| 13. | Dear Lie (Produit par Babyface)                             | Edmonds, Watkins |                                                                     | 5:10  |
| 14. | Communicate – Interlude (Produit par Dallas Austin)         | Austin |                                                                     | 0:51  |
| 15. | Lovesick (Produit par Dallas Austin)                        | Austin, Rozonda Thomas |                                                                     | 3:53  |
| 16. | Automatic (Produit par Dallas Austin)                       | Austin |                                                                     | 4:31  |
| 17. | Don't Pull Out on Me Yet (Produit par Dallas Austin)        | Austin |                                                                     | 4:33  |

| 18. | U in Me (Produit par Dallas Austin) | Austin | 3:50 |